# Risa Takenaka
Risa Takenaka (jap. 竹中 理沙, Takenaka Risa; * 6. Januar 1990) ist eine japanische Langstreckenläuferin.
Sie arbeitet seit 2012 für Shiseido als Mitglied des Laufsportvereins.
Bei den Halbmarathon-Weltmeisterschaften 2014 in Kopenhagen gewann sie Bronze in der Staffel.
Am 5. Juni 2015 gewann sie den Gold-Coast-Marathon in der zweitschnellsten Zeit bei diesem Lauf in 2:28:25 h.

## Persönliche Bestzeiten
- 1500 m: 4:20,57 min, 3. August 2006, Osaka
- 5000 m: 15:31,12 min, 1. Oktober 2010, Chiba
- 10.000 m: 32:07,08 min, 6. Juli 2014, Abashiri
- 10-km-Straßenlauf: 32:38 min, 23. Dezember 2013, Okayama
- Halbmarathon: 1:10:10 h, 16. Februar 2014, Yamaguchi
- Marathon: 2:28:09h, 8. März 2015, Nagoya